# Сікуліана
Сікуліана (італ. Siculiana, сиц. Siculiana) — муніципалітет в Італії, у регіоні Сицилія,  провінція Агрідженто.
Сікуліана розташована на відстані близько 520 км на південь від Рима, 90 км на південь від Палермо, 15 км на захід від Агрідженто.
Населення — 4569 осіб (2014).
Щорічний фестиваль відбувається 3 травня. Покровитель — SS. Crocifisso.

## Демографія
Населення за роками:

Станом на 1 січня 2023 року в муніципалітеті офіційно проживало 60 іноземців з 16 країн, серед них 36 громадян країн Євросоюзу.

## Сусідні муніципалітети
- Агрідженто
- Монталлегро
- Реальмонте